# 陳為廷
陳為廷（1990年12月11日—），台灣社會運動者，以太陽花學運領袖之身分聞名。曾投入大埔事件、華隆自救抗爭，反媒體壟斷運動、反學費調整方案抗爭、反服貿運動、割闌尾計畫等運動。他也是苗栗後生讀書會、反媒體巨獸青年聯盟、捍衛苗栗青年聯盟、黑色島國青年陣線及島國前進等組織之成員 。
2014年12月25日PTT八卦版網友揭露陳為廷於2008年高中時期曾經在捷運上對一名女高中生襲胸。在此事件後，媒體繼續揭露他先前的客運及夜店性骚扰案件，陳為廷因此宣佈退選立委。2015年，擔任時代力量新竹市立法委員邱顯智競選團隊總幹事。2017年4月21日，擔任時代力量黨團法案助理。2018年中華民國地方公職人員選舉之後，改任時代力量新竹市議員林彥甫的助理。2019年，加入時代力量新竹市立法委員候選人高鈺婷競選團隊。

## 經歷

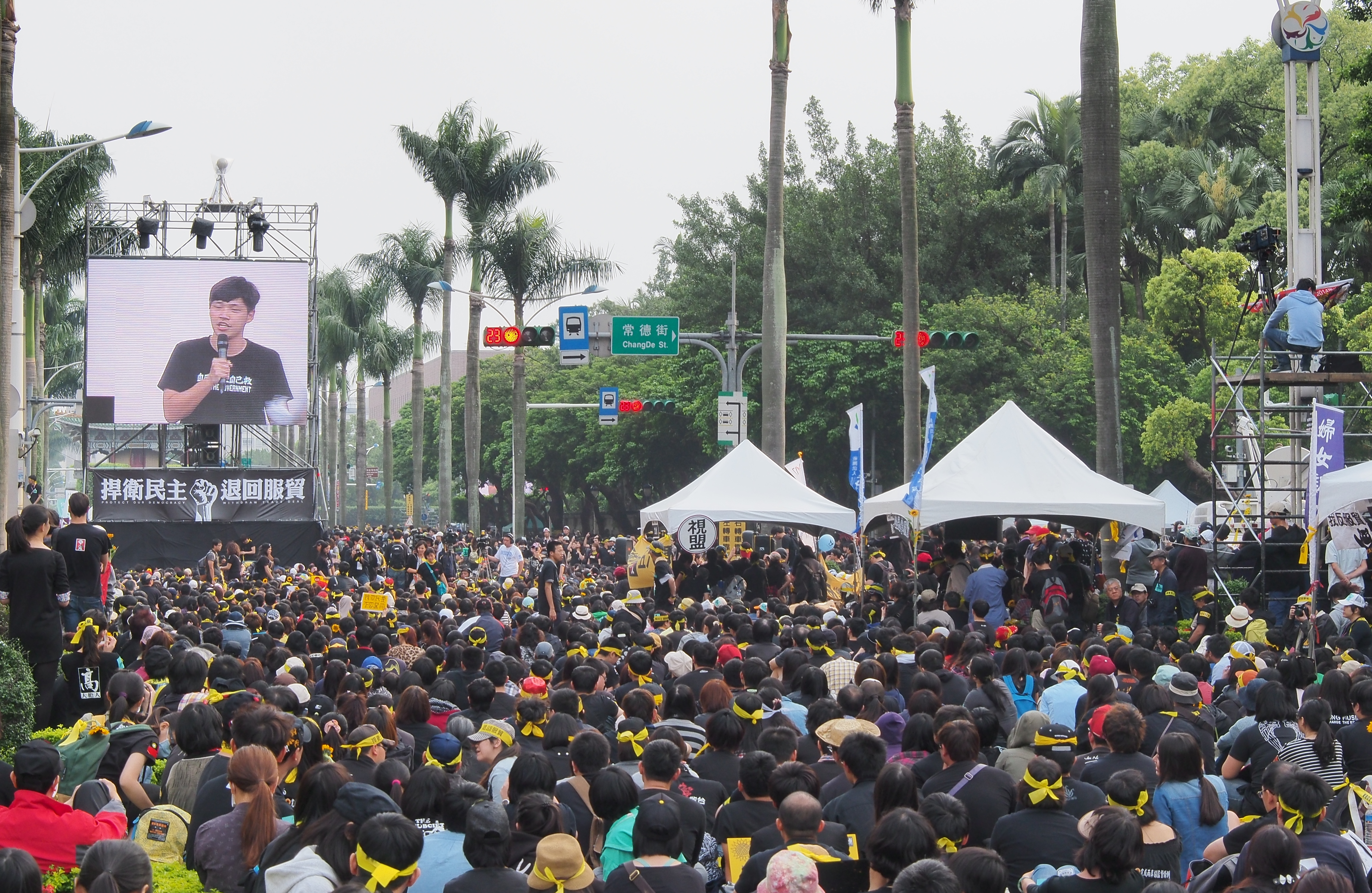
陳為廷於330反服貿遊行

### 早年生涯
出生於苗栗縣頭份鎮，在苗栗市長大。陳為廷父母皆為工人，在他出生前一年，因其叔叔與鄰居發生停車糾紛，父親持桃木劍前往助陣，雙方發生械鬥，其父遭對方以檳榔刀意外刺死。此後，與母親回到娘家與外祖母一家共同生活、長大。童年時成績優良，曾是第三屆總統教育獎國小組得獎者。
13歲時母親罹癌過世，後由舅舅收養，改從母姓，改名為陳為廷。國中離開苗栗到臺北市建國中學就學。在建國中學時，參與校刊社，因製作野百合學運專題與訪問台北寶藏巖聚落等議題，激發參與社會運動的想法，曾任建中校刊《建中青年》127期主編。高二時以小說《聚落》獲得第十八屆紅樓文學獎小說組第一名，散文《Always On My Mind》獲得散文組第二名。高中肄業，高中時期曾參加全國高中生人文及社會科學營，後以同等學力資格考取國立清華大學人文社會學系。

### 大學時期活躍於社運圈
陳為廷考進清大後擔任校內刊物《基進筆記》編輯、清大學生議會成員，並積極參與學生與社會運動。 曾投入大埔抗爭、反國光石化運動、華隆抗爭、反媒體壟斷運動、反學費調整方案抗爭、反服貿運動，也曾參與同志遊行、五一勞工反貧窮大遊行、2013七一大遊行、割闌尾計畫等。
2011年至2012年期間，於民進黨立委參選人楊長鎮服務處協助競選工作，擔任蔡英文青年軍，蔡英文青年志工，青苗組合蔡英文楊長鎮青年後援會會長。
2012年起，參與華隆自救會抗爭。同年11月7日，參與反高學費運動，擔任學生抗議代表，至教育部前抗議「常態性學雜費調整方案」，主張政府開徵資本利得稅，補貼教育經費，並調降學費 。參與反媒體壟斷運動，因旺中案走路工事件，登上《中國時報》頭版；參與立法院備詢，反對高學費政策，批評教育部長蔣偉寧，並因此登上《聯合報》頭版。2013年，因大埔事件，發起捍衛苗栗青年聯盟。9月，張藥房老闆張森文自殺事件後，丟鞋擊中苗栗縣長劉政鴻頭部遭處罰鍰一萬元。同年，參與反服貿運動，在進行抗議活動時，曾因企圖強行進入立法院公聽會，被捕起訴，高等法院判決無罪。
2014年3月18日，與黑島青等社團成員，佔領立法院，展開太陽花學運。在這場學運中擔任總指揮 。5月25日，在鄭捷台北捷運殺人事件發生後於臉書表達支持廢除死刑的立場。6月30日，為聲援雨傘革命，與林飛帆等人前往香港，備參與七一大遊行，在香港赤臘角機場，海關拒絕入境，將這些人遣送回台。9月28日，參與自由廣場活動，支持香港佔中活動 。同年12月9日，宣布參選2015年苗栗縣立委補選。一度獲得民進黨支持，因多次性騷擾醜聞衝擊而在12月25日宣布退選。

### 政治生涯
2015年，擔任時代力量黨新竹立委候選人邱顯智的競選總幹事，加入時代力量黨。陳為廷在2014年甄試進入清華大學社會所碩士班，因為輔選等事務，缺課過多，在當年度9月15日，學校决议將他退学。11月7日，為抗議馬習會，陳為廷與太陽花學運成員，至松山機場，等候返國的馬英九總統。警方指控這些抗議成員企圖衝入松山指揮部，陳為廷等27人被逮捕，偵訊後被移送台北地檢署。在同年底，考取世新大學社會發展所碩士班。
2016年1月18日，以出國進修為由宣布退黨。爾後擔任捍衛苗栗青年聯盟總召集人。在大選結束後，退出時代力量。同年4月14日，入伍服替代役，前往成功嶺接受新兵訓練，受訓期間，因拒絕向國父遺像行三鞠躬禮，引起媒體關注。結訓後，陳為廷分發到台北市龍山啟能中心服役，在服役期間，《周刊王》拍到他在11天內與5名女子見面約會。陳為廷被問及此事時，表示這5名女子都不是女友。2017年4月19日正式退伍，並於二日後進入立法院擔任時代力量黨團的法案助理。
2017年3月18日，正值太陽花學運屆滿3週年，經濟民主連合、民主維新、島國前進等民間團體在立法院青島東路側門外舉辦「三一八三週年，監督條例不能再等」晚會，要求立法院各黨團兌現他們在學運期間提出的訴求與主張。陳為廷自己也在臉書發表長文，表示現今民進黨對當時三一八的承諾，已經漸行漸遠，令人費解；面對中共的壓力，也顯得搖擺不定。因此他呼籲參與太陽花學運的朋友們踴躍出席晚會，要讓民進黨政府知道他們「從未停止在意」。
2018年陳為廷再回新竹為時力輔選，擔任時代力量新竹市議員林彥甫助理。2019年，再次幫助新竹時力輔選，加入時代力量新竹市立法委員候選人高鈺婷競選團隊。2020年9月赴美國就讀塔夫茲大學佛萊契爾外交法律研究院的外交法律碩士班，目前兼任風傳媒專欄作家。

## 參與社會運動

### 大埔事件
2009年，高三最後一學期，回到故鄉苗栗參與大埔抗爭，與「張藥房」夫婦感情很好。
2013年7月18日，苗栗縣政府趁大埔自救會北上，強拆大埔張藥房等4戶。7月19日，張藥房被拆除隔天，陳為廷等人前往劉政鴻家中潑漆，受警車阻攔，隨即遭到逮捕。
9月14日，捍苗盟與台灣農村陣線發起抗議行動 ，前往苗栗縣府及劉政鴻官邸遞交抗議書。陳為廷號召群眾參加抗議，遭警方阻擋；抗議團體隨後轉往後龍鎮劉政鴻官邸前抗議。
9月18日，張藥房老闆張森文被發現陳屍排水溝，死因疑似自殺。劉政鴻欲前往上香，與喪家及現場群眾發生衝突，遭陳為廷丟鞋砸中頭部。劉一開始宣稱不提告，隔天陳為廷在臉書上承認是丟鞋者，劉政鴻得知後即提起告訴。

### 華隆自救會抗爭
2001年起，華隆紡織開始積欠員工薪水、退休金及資遣費。雖然員工有發起抗爭，但卻未達到效果。直到2012年，才有大規模的抗爭活動。
2012年6月，華隆工人發起罷工，陳為廷加入聲援。8月，隨著華隆工人們一路從苗栗苦行至台北，夜宿總統府前。9月，陳為廷號召學生組成巡守隊，守衛著要被資方變賣的機器。11月，華隆罷工終於落幕，工人們分三次領到積欠他們已久的應得薪資。但陳為廷因違反集會遊行法被告上法庭。
2014年5月1日，五一勞動節萬名勞工團體走上凱達格蘭大道遊行，陳為廷號召所有人和華隆工人站在一起。7月14日，黑色島國青年連線、捍衛苗栗青年聯盟、全國關廠工人連線等社運團體動員至苗栗縣政府前抗議。陳為廷也到場聲援並與警方發生肢體衝突。
12月17日，陳為廷在臉書上發表苗栗開發案調查報告，指控苗栗縣議會中國國民黨籍副議長陳明朝為首的開發集團，在華隆資方刻意破產後，標下華隆被法拍的土地，再將廠房高價設備，偷偷轉運到華隆位於海外的工廠，近千名華隆員工的退休金卻血本無歸。當天，捍衛苗栗青年聯盟所經營的竹南咖啡店，第3度遭人砸破玻璃。陳為廷懷疑有警告的動機，並呼籲苗栗青年一起回鄉參與政治改革運動。

## 爭議事件

### 大埔丟鞋案
2012年11月，華隆罷工案落幕，華隆工人分三次領到積欠已久的應得薪資。陳為廷因參與華隆抗爭運動被因違反集遊法告上法庭。
2013年9月18日，苗栗大埔拆遷戶「張藥房」老闆張森文被發現身亡，檢方懷疑為自殺。晚間，苗栗縣縣長劉政鴻前往張家上香，陳為廷朝縣長扔鞋砸中其頭部。劉政鴻最初宣稱不提告。隔天獲知陳為廷在臉書上自承是擲鞋者，劉政鴻即以「妨害公務」和「公然侮辱」提起告訴。
2014年2月24日，苗栗地檢署依「妨害公務」、「傷害」、「公然侮辱」以及「違反集會遊行法」起訴陳為廷等7人。。7月11日，苗栗地方法院宣判判決公然侮辱有罪，處罰金1萬元，並沒收鞋子。陳為廷提出上訴。
2015年6月25日台中高分院二審撤銷原判決，認定陳為廷雖構成強暴侮辱罪，但其情堪憫，免除其刑，沒收的鞋子會發還，全案判決確定。

### 性騷擾事件
陳為廷在2011年至2012年間，涉入過兩起性騷擾事件。2011年7月5日，在客運上，撫摸在旁熟睡的女乘客胸部，被送往警局。經警方偵訊，移送士林地檢署。檢察官最終處以緩起訴處分，陳為廷須寫悔過書道歉、繳交1萬元罰鍰並強制接受6小時法治教育。2012年，陳為廷在夜店舞池與女性有不當肢體碰觸。經國立清華大學性別平等委員會決議，並對陳為廷進行心理諮商。
2014年，在陳為廷宣布參選苗栗縣立委後，12月25日，PTT八卦版有網友揭露陳為廷於2008年高中時期曾經在捷運上對一名高中女學生襲胸，三立新聞為此採訪該名受害女學生。在此事件後，媒體繼續揭露他先前的客運及夜店性騷擾案件，陳為廷因此宣佈退選立委，并遭到撻伐與嘲諷，在網路票選中，被列為負能量人物。包括民進黨蔡英文、管碧玲、余天、許信良、謝長廷、游錫堃，學運成員黃國昌、林飛帆、王丹、鄭家純、陳宣諭、潘建志、王奕凱、洪崇晏等，在此事件中曾發言支持陳為廷，也遭批評。

## 相關作品
- 《完美墜地》：傅榆導演之紀錄片。
- 《我們的青春，在台灣》：傅榆導演之紀錄片。獲得2018年第20屆台北電影獎最佳紀錄片、第55屆金馬獎最佳紀錄片等獎項，並入圍第55屆金馬獎最佳剪輯。
- 《沒有神的國度》：社會派推理小說。

## 外部連結
- 陳為廷的Facebook專頁
- 為廷轉苗栗的Facebook專頁
- 捍衛苗栗青年聯盟的Facebook專頁